# René Rojas Galdames
René Rojas Galdames (n. 1919 - f. 22 de octubre de 1988) fue un abogado y diplomático chileno. Se desempeñó como Ministro de Relaciones Exteriores de Chile durante la dictadura militar del general Augusto Pinochet. Con su esposa Margarita Callejas Zamora tuvo 8 hijos.
Sirvió como fiscal general y como secretario de la Presidencia de la República. Entró a la carrera diplomática en 1946, y en 1950 obtuvo el título de Master of Public Administration en la Woodrow Wilson School de la Universidad de Princeton.
Fue miembro fundador y primer Director de la Tercera Compañía del Cuerpo de Bomberos de La Cisterna (21 de mayo de 1943).
Durante su carrera diplomática sirvió como secretario en las embajadas de Chile en Argentina (1951), Turquía (1953), Colombia (1954), Reino Unido (1956-1961) y como Consejero en la embajada de Chile en Italia (1962-1967).
Fue director del Protocolo del Ministerio de Relaciones Exteriores.
Entre los años 1970 y 1973 fue embajador de Chile ante la Santa Sede y entre 1973 y 1978 fue embajador de Chile en Argentina, y posteriormente desempeñó el cargo de embajador de Chile en España de 1978 al 1980.
Fue ministro de Relaciones Exteriores de Chile en dos períodos en alto grado conflictivos para Chile, durante 1980-1981 y 1982-1983. En ambos se vivió el crisis del Beagle y en el segundo la Guerra de las Malvinas, en la que Chile se vio involucrado.

### Condecoraciones extranjeras
- Gran Cruz de la Orden de la Cruz del Sur ( Brasil, 1971).

- Gran Cruz de la Orden de Rio Branco ( Brasil, 1980).